# Nevadne glauca
Nevadne glauca (Annandale, 1915) è una specie di celenterato antozoo nella superfamiglia Metridioidea dell'ordine Actiniaria. È l'unica specie del genere Nevadne  e della famiglia Nevadneidae.

## Descrizione
Nevadne glauca è caratterizzata da un disco pedale piccolo e corpo allungato, più largo nella parte distale rispetto a quella prossimale. Colonna liscia, ma con nematocisti disposte in piccoli gruppi. I tentacoli esocoelici più esterni sono i più grandi. Sifonoglifi deboli. Più di sei coppie di mesenteri perfetti. Nessuna differenziazione in macro e microcnemi. I mesenteri del ciclo più giovane raddoppiano, a seguito di uno straordinario aumento dei tentacoli più esterni, accompagnati dall'origine di un tentacolo esocoelico e, successivamente, di uno endocoelico su entrambi i lati del tentacolo più esterno. Di norma solo i mesenteri del secondo ciclo sono fertili, ma su alcuni mesenteri del primo ciclo possono riscontrarsi tracce di gonadi.